# Callyna abscissa
Callyna abscissa là một loài bướm đêm trong họ Noctuidae.